# 제임스 포크너 (배우)
제임스 포크너(James Faulkner, 1948년 7월 18일 ~ )는 잉글랜드의 배우이다.

## 작품 목록
- 언더월드: 블러드 워
- 아토믹 블론드 - C 역
- 바울 - 바울 역
- 더 소나타